# Festival bunjevački’ pisama 2008.
Festival bunjevački’ pisama 2008. bio je osmo izdanje tog festivala.
Festival se održao od 24. do 26. rujna, u svečanoj dvorani Hrvatskog kulturnog centra "Bunjevačko kolo". 

24. i 25. rujna se održala Smotra dječjih pjevača i zborova iz Subotice i okolnih mjesta, a u pratnji Dječjeg tamburaškog orkestra kojim je ravnala Mira Temunović.

26. rujna su nastupali odrasli, uz goste iz Hrvatske i Mađarske (tamburaški orkestar Vizin iz Pečuha). Izvođače je pratio tamburaški orkestar iz Tavankuta i Festivalski orkestar.
Predsjednik organizacijskog odbora: prim. dr. Marko Sente
Izabrano je 16 izvođača. Marko Stipić, Anett Balažić, Jasmina Milodanović, Boris Magoč, Josipa Krajninger-Parčetić, Boris Godar i Tamburaški orkestar HKPD »Matija Gubec«, Tamara Babić,
Mladen Crnković, Martina Dulić, TA »Ravnica«, Tatjana Pakrac Zvonar i prateći vokali
Elizabeta Balažević i Kristina Kovačić, Tomislav Halasević, Marija Jaramazović, Marinko Rudić
Vranić, Klapa »Klas«, Ivan Mamužić, Boris Vujković Lamić, prateći vokali unučad Marija Kuga,
Kristina Vojvnić Purčar, Petar Skenderović i Lidija Ivković.
Skladbe sudionice bile su:
Po ocjeni strukovnih sudaca, najbolja je pjesma A oj ženo u izvedbi pjevača Borisa Godara, uz pratnju Tamburaškog orkestra HKPD »Matija Gubec« iz Tavankuta i festivalskog orkestra (tekst: prim. dr. Marko Sente - glazba: Nikola Jaramazović - aranžman: Stipan Jaramazović).
Najbolja pjesma po izboru nazočnih gledatelja i gledatelja Televizije K23 (glasovanje SMS-om i telefonom) je bila pjesma Ej dida, dida (Stipan Bašić Škaraba - Vojislav Temunović - Vojislav Temunović) u izvedbi dida Ivana Mamužića i dječje pratnje (unuk Boris Vujković Lamić i unučad Marija Kuga, Kristina Vojnić Purčar i Petar Skenderović). Drugu nagradu stručnog žirija za najbolje izvođenje te drugu nagradu dobila je pjesma u izvedbi klape "Klas" za Ostavljeno more (Marjan Kiš - Marjan Kiš - Filip Čeliković/Nela Skenderović); klapu Klas čine Gabrijel Lukač, Boris Dević, Novica Miljački i Darko Temunović, a idejni tvorac je Marjan Kiš. Kiš je pjesmu posvetio Duji Runji. Treću nagradu žirija je dobila skladba Pisma za bracu u izvedbi u izvedbi tamburaškog ansambla "Ravnica" (tekst i glazba: Nikola Jaramazović-aranžman: sastav Ravnica).
Najboljom debitant je bio Boris Magoč, koji je izveo skladbu Jesenji dani (Vladislav Nađ Mićo-Vladislav Nađ Mićo-Julijan Ramač).
Suci su nagradili za najbolju interpretaciju klapu "Klas" za izvedbu pjesme Ostavljeno more (Marjan Kiš - Marjan Kiš - Filip Čeliković/Nela Skenderović).
Nagradu za najbolji neobjavljeni tekst je dobio Marjan Kiš za pjesmu Zasvirajte tamburaši, koju je izvela Lidije Ivković.
Nagradu za najbolji aranžman je dobio Vojislav Temunović za skladbu Usamljeni salaš (Stipan Bašić Škaraba-Marinko Rudić Vranić-Vojislav Temunović), izvođačice Josipe Krajninger Parčetić.
Suci za tekstove su bili Katarina Čeliković, Tomislav Žigmanov, Milovan Miković i Ljiljana Dulić.
Suci za glazbeni dio, tj. za ocjenjivanje izvođača, debitanata, skladba i aranžmana su bili Đuro Parčetić, Nataša Kostadinović, Marijana Crnković, Antonija Piuković i Milan Predraški.

## Vanjska poveznica
- Radio Subotica  Arhivirana inačica izvorne stranice od 24. rujna 2015. (Wayback Machine) «A oj ženo» pobjednička pjesma VIII. Festivala bunjevački pisama